# 23 (album Wojtasa)
23 – drugi album studyjny polskiego rapera Wojtasa. Wydawnictwo ukazało się 27 września 2013 roku nakładem wytwórni muzycznej Step Records. Gościnnie w nagraniach wzięli udział Fu, Norek, Faust, Makary, Medi Top Glon, UMT, Liroy, DJ Hans, Kajman, Pęku, Franek, Abradab, Grubson oraz Hurragun. Produkcji płyty podjęli się O.S.T.R., DNA, Liroy, Fspólny, Fabster, Mżawski oraz DJ Eprom.
Nagrania dotarły do 17. miejsca zestawienia OLiS.

## Lista utworów
Opracowano na podstawie materiału źródłowego.
1. "Kalejdoskop" (produkcja: Fspólny, scratche: DJ Plash) – 3:17
2. "Ooo tak" (produkcja: O.S.T.R., scratche: DJ Lem) – 3:30
3. "To nie tak miało być" (produkcja: Liroy, gościnnie: Fu) – 3:04
4. "Co się opłaca" (produkcja: Fabster, scratche: DJ Twister) – 3:57
5. "O co biega?" (produkcja: Fspólny, gościnnie: Norek, Faust, Makary, Medi Top Glon, scratche, cuty: DJ Ace) – 5:19
6. "Uspakaja mnie to (UMT)" (produkcja: Mżawski, scratche, cuty: DJ Cent) – 3:56
7. "Czego chcesz" (produkcja: Fabster, scratche, cuty: DJ Lem) – 3:40
8. "Ol Dirty Dancing" (produkcja: DNA, gościnnie: Liroy, DJ Hans, Kajman, Pęku, scratche: DJ Feel-X) – 5:49
9. "Ponad tym" (produkcja: Fspólny, gościnnie: Franek, Abradab, scratche, cuty: DJ Ace) – 3:32
10. "Fankuemigracja" (produkcja: Fspólny, gościnnie: Hurragun, scratche, cuty: DJ Lem) – 3:21
11. "Nie martw się" (produkcja, scratche: DJ Eprom, gościnnie: Grubson) – 4:51
12. "93 Bpm" (produkcja: Mżawski, scratche: DJ Plash) – 3:00